# Antoni Klajn
Antoni Klajn (zm. 12 kwietnia 2022) – polski elektrotechnik, dr hab. inż.

## Życiorys
Obronił pracę doktorską, następnie uzyskał stopień doktora habilitowanego. Został zatrudniony na stanowisku profesora uczelni w Katedrze Energoelektryki na Wydziale Elektrycznym Politechniki Wrocławskiej.
Był profesorem nadzwyczajnym Instytutu Energoelektryki Wydziału Elektrycznego Politechniki Wrocławskiej.
Zmarł 12 kwietnia 2022.